# Пасји трн
Пасји трн (лат. Hippophae rhamnoides) је самоникла јестива биљка из породице злолесинки (Elaeagnaceae), а позната је и под називима трн и вукодржица.

## Опис биљке
Пасји трн је разгранати, трновити грм, висок 2 до 3 метра или до 6 метара високо дрво, са тамном, црвеносмеђом кором, која је на млађим гранама сива. Листови су му насупротни, уски и линеарни, дуги 5 до 8 центиметара и до 0,5 центиметара широки, одозго сивозелени, а на наличју пустенасти и сребренастосиви. Биљка је дводомна и цвета у рано пролеће, пре развијања листова. Цветови су ситни и неугледни, зеленкастожути. Коштунице су наранџасте, округласто-јајасте, дуге 7 до 8 милиметара, а сазревају на женским биљкама од средине августа до краја септембра. Остају да висе на грму (дрвету) све до почетка зиме.

## Распрострањеност
Пасји трн најбоље успева на сувом, песковитом и вапненастом тлу. Код нас расте уз песковите и шљунковите обале река, претежно у северним крајевима, а највише је распрострањен уз обалу Дунава. Ређе се јавља по каменитим обронцима у планинским крајевима (преко 1000 метара надморске висине) или уз морске обале. Због лепог и декоративног изгледа сребрнастог лишћа и наранџастих плодова, понекад се пасји трн култивише као украсни грм у вртовима и парковима, за живице, а због јако развијеног корена користи се и за везивање песковитог тла. Култивисани примерци имају већи плод и ситније коштице.

## Хемијски састав
У плодовима пасјег трна има у великој количини јабучне киселине, око 2% масног уља, манита и кверцетина. У свежем соку из бобица има 200-400 мг% аскорбинске киселине, око 0,02 мг% витамина Б1, око 0,05 мг% витамина Б2, 0,8 мг% витамина Б6, 8 мг% витамина Е, до 10 мг% каротина и у веома малим количинама витамин Ф. Још више витамина има у семену: до 0,3 мг% витамина Б1, до 0,4 мг% витамина Б2 и до 14 мг% витамина Е.

## Употреба

### У исхрани
Плодови пасјег трна имају кисео и помало ароматичан укус и слаб мирис. У свежем и непрерађеном стању не користе се у исхрани. У прерађеном стању могу се користити као природни поливитамински концентрат. Конзервирани сок, због мале количине оксидацијског ензима и јаке киселости, стабилан је и дуго задржава витаминску вредност. Од сока се могу правити додаци јелима, мармеладе и желеи.

### У медицини
Из плода пасјег трна се може добити уље богато каротином и витамином Е и Ф. То уље се примењује у лечењу рана, смрзотина, кожних болести и као помоћно средство у лечењу неких облика рака. Поседује бактерицидно дејство. 
Уље се добија овим поступком: издвоји сок из бобица, процеди, суви остатак са семеном се самеље у миксеру или разбије у авану тако да се добије каша. Каша се стави у термос-боцу, прелије сунцокретовим уљем загрејаним на 60 степени у односу 1:2 (1 део каше, 2 дела уља). Добро затворена термос-боца се остави 1 недељу и уље се потом процеди.